# Phosphatherium
Phosphatherium is een geslacht van uitgestorven slurfdieren uit de Numidotheriidae, dat leefde tijdens het Eoceen in het noordwesten van Afrika.
Phosphatherium het formaat van een vos met een lengte van 60 centimeter en een gewicht van 10 tot 15 kilogram. De bouw van de neus wijst er op dat dit dier nog geen slurf had. De fossiele vondsten dateren van circa 55 miljoen jaar geleden (Vroeg-Ypresien) en zijn gedaan in het Ouled Abdoun-bekken in Marokko.